# Камышовый кот
Камышовый кот, или хаус, или камышовая кошка, или болотная рысь (лат. Felis chaus) — хищное млекопитающее из семейства кошачьих. Занесено в Приложение 2 CITES и Красную книгу России как редкий и охраняемый вид.
Камышовый кот крупнее любого из представителей домашних кошек: в длину достигает 60—130 см, высота в холке — в среднем 36 см. Масса — от 8 до 12 кг. Тело у камышового кота сравнительно короткое, ноги высокие, хвост недлинный (21—30 см), на ушах небольшие кисточки. Окраска жёлто-буроватая, однотонная, низ более светлый. Камышовый кот внешне похож на рысь.
Впервые вид был описан в 1776 году натуралистом Иоганном Антоном Гюльденштедтом, отправленным Екатериной II исследовать южные рубежи Российской империи. В 1778 году Иоганн Христиан Шребер определил для вида его нынешнюю биноминальную номенклатуру.
Распространён на широкой полосе от Египта, Передней и Малой Азии, Закавказья, Средней Азии вплоть до Индостана, Индокитая и Юго-Западного Китая. В России встречается в равнинной части Дагестана и далее по побережью Каспийского моря ареал доходит до устья Волги (или доходил — с середины 1980-х годов встречи не отмечены), по рр. Терек и Кума до Ставрополья и Северной Осетии. На территории России обитает около 500 особей.
Камышовый кот прекрасно приспособлен к существованию в густых зарослях камыша, тростника и колючих кустарников по низменным берегам рек, озёр и морей. Именно в таких условиях он встречается на западном побережье Каспийского моря, в Закавказье, Средней Азии, изредка в Казахстане (в низовьях Сырдарьи и Чу). Открытых пространств кот избегает, хотя летом постоянно посещает бугристые пески, поросшие саксаулом, вблизи его местообитаний. В горы не поднимается выше 800 м. Лишь зимой и весной заходит в культурный ландшафт.
Питается птицами, грызунами, зайцами. Раньше считалось, что может наносить вред охотничьему хозяйству. В прошлом являлся объектом охоты ради малоценного меха.
Спаривание происходит в феврале—марте и сопровождается обычными для кошек громкими криками самцов. Беременность длится около 66 дней. В мае рождается от 2 до 5 детёнышей. Через полтора года они достигают половой зрелости.
Основные причины сокращения численности — браконьерство и уничтожение естественной среды обитания (тростниковых и кустарниковых зарослей).
Путём скрещивания камышового кота с домашней кошкой абиссинской породы была создана порода под названием хауси.

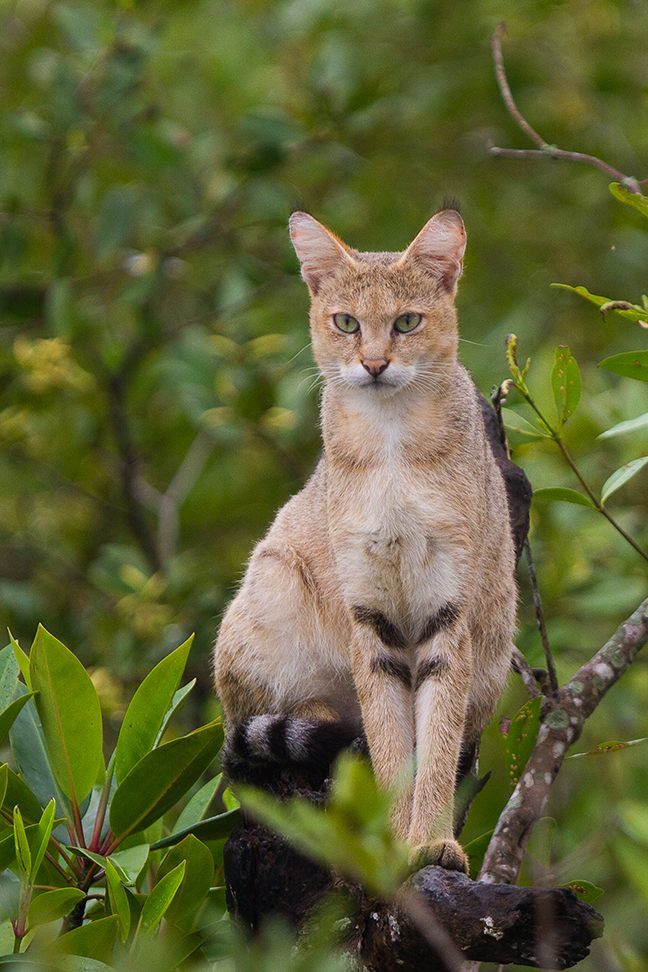
Камышовый кот в Индии
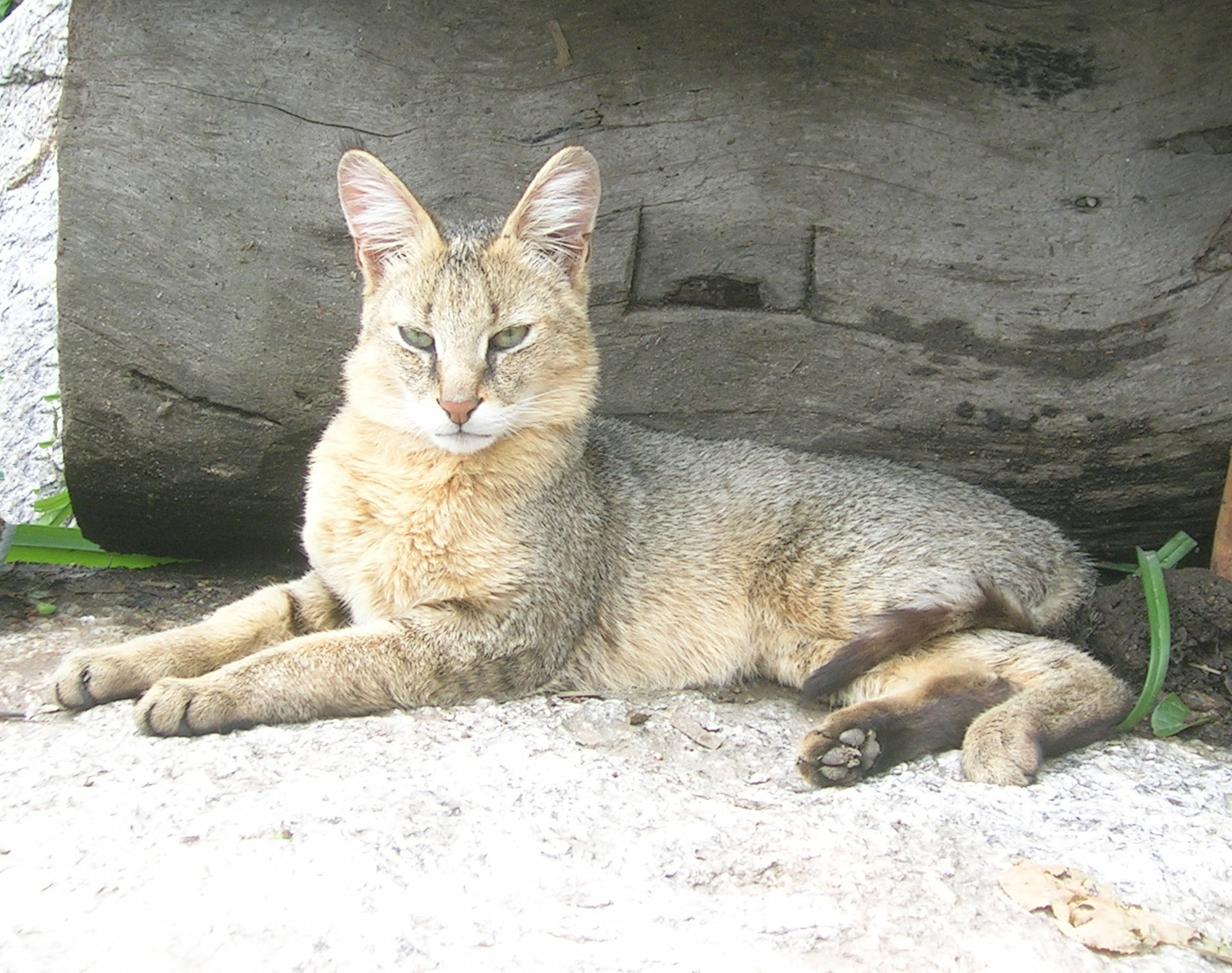
Вид животного вблизи
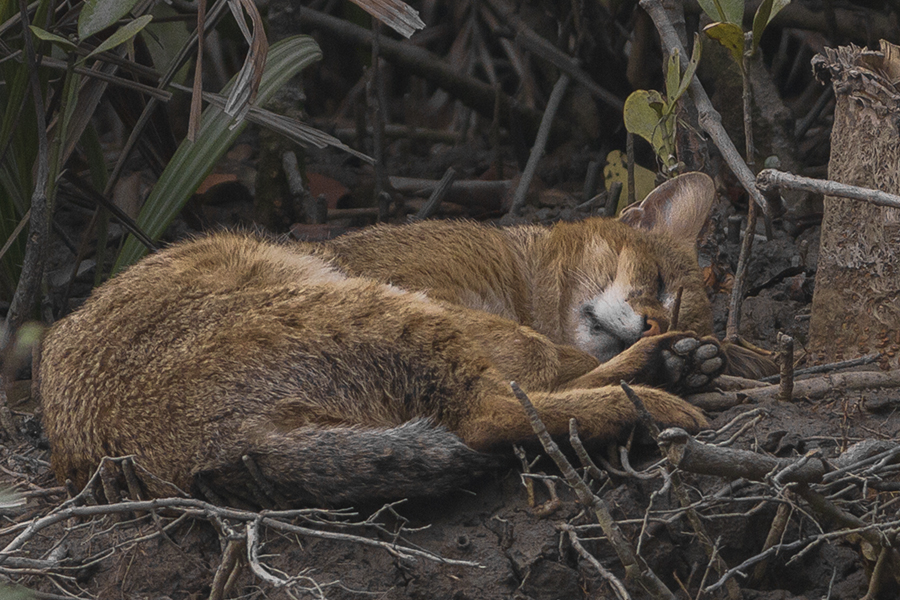
Спящее животное
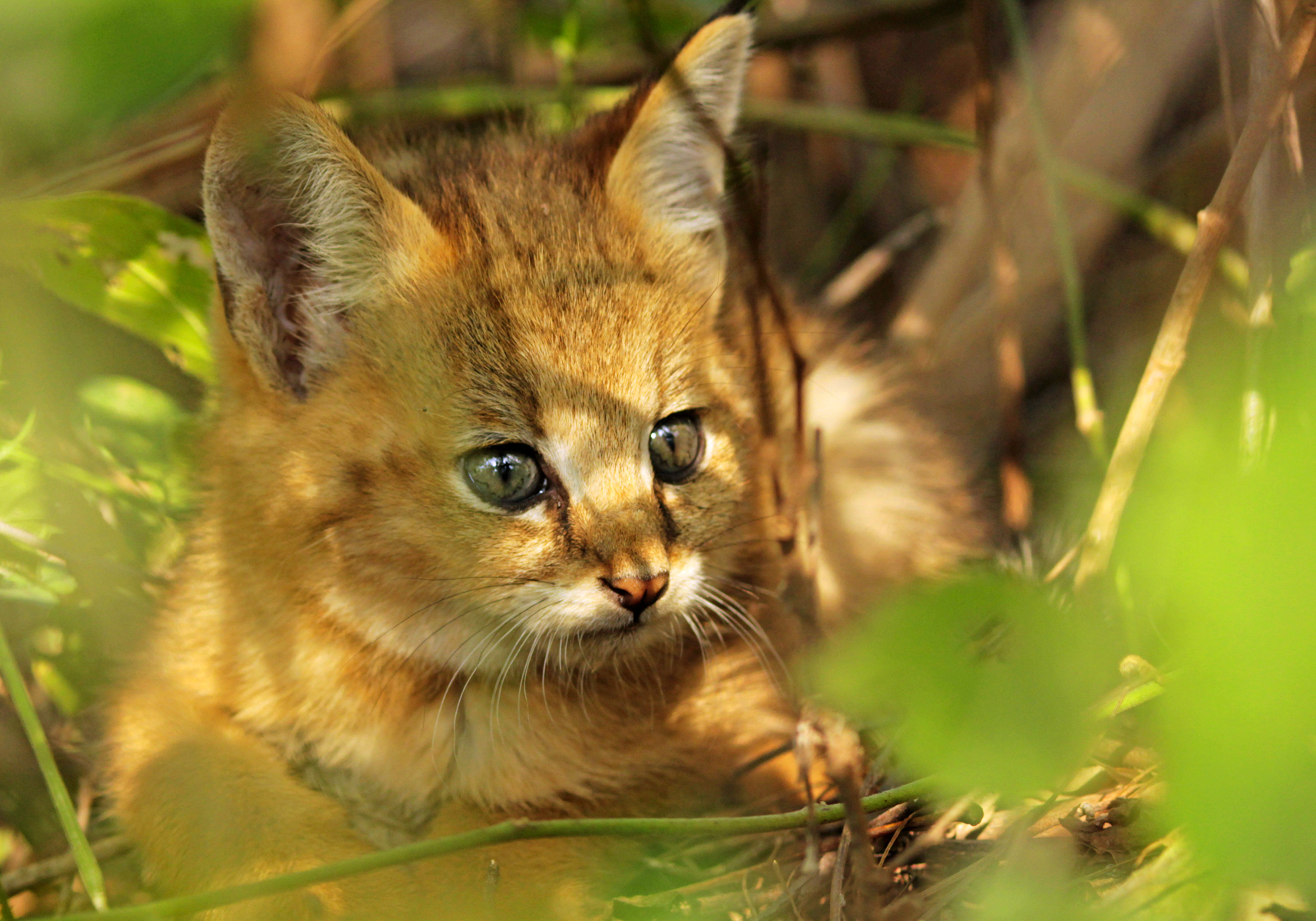
Котёнок
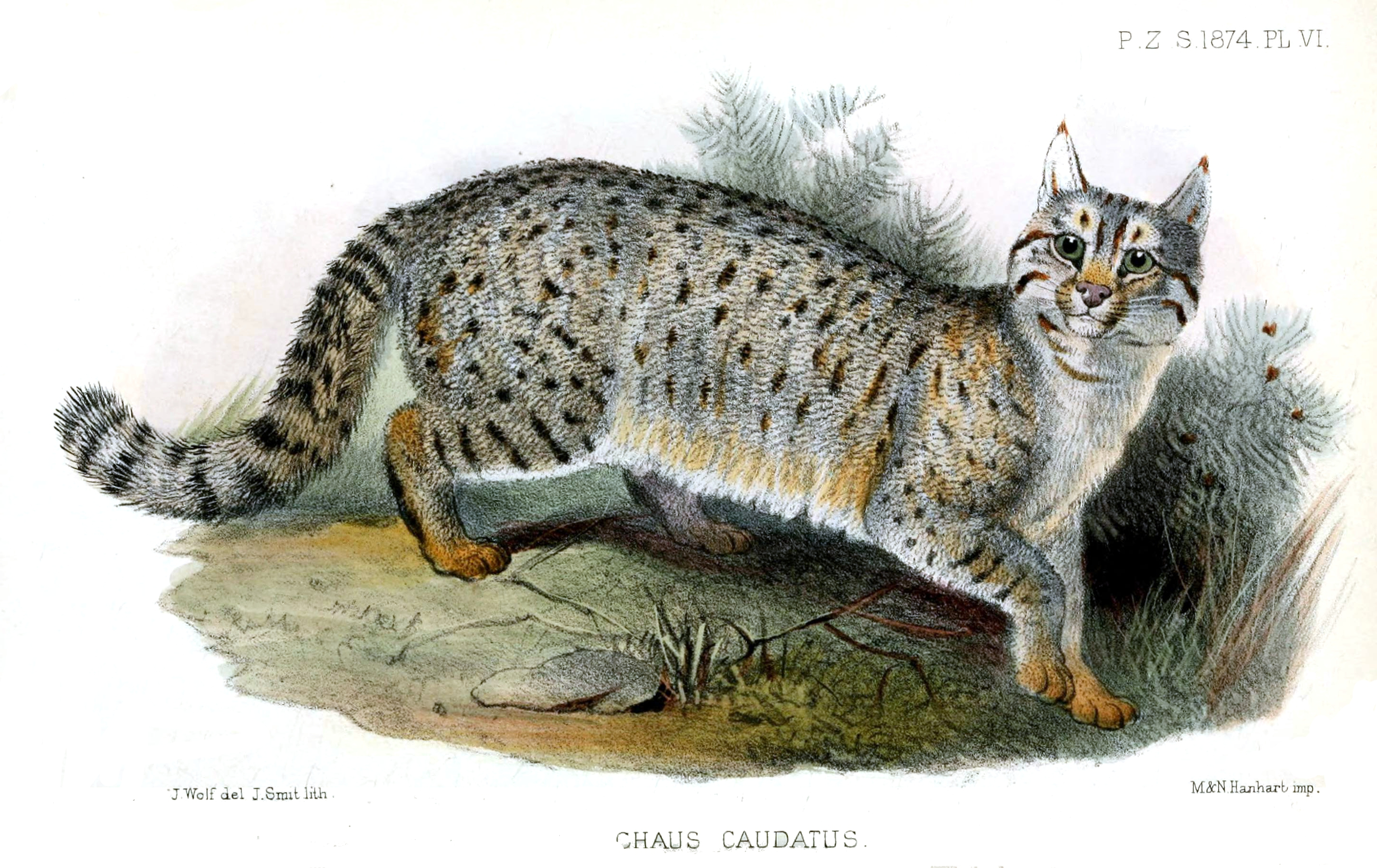

## Подвиды
- Felis chaus affinis Gray, 1830 — водится в северной части Индии.
- Felis chaus chaus Schreber, 1777 — номинативный подвид, кавказский камышовый кот[7]
- Felis chaus fulvidina Thomas, 1929 — водится на юго-востоке Азии, в Индокитае (Таиланд, Камбоджа, Лаос, Вьетнам)
- Felis chaus furax de Winton, 1898 — водится на Ближнем Востоке (Палестина, Израиль, Иордания, Ливан, Сирия, Турция)[11]
- Felis chaus kelaarti Pocock, 1939 — водится на юге Индии и в Шри-Ланке.
- Felis chaus kutas Pearson, 1832 — водится в центральной части Индии, а также на севере Индии и Пакистана.
- Felis chaus maimanah Zukowsky, 1915 — водится в Афганистане.
- Felis chaus nilotica de Winton, 1898 — водится в Египте.
- Felis chaus oxiana Heptner, 1969 — туркестанский камышовый кот
- Felis chaus prateri Pocock, 1939 — водится в Пакистане и на западе Индии.